# Selenops phaselus
Espèce
Selenops phaselus est une espèce d'araignées aranéomorphes de la famille des Selenopidae.

## Distribution
Cette espèce est endémique d'Hispaniola.

## Description
Le mâle décrit par Crews en 2011 mesure 7,90 mm et la femelle 6,50 mm.

## Publication originale
- Muma, 1953 : A study of the spider family Selenopidae in North America, Central America, and the West Indies. American Museum novitates, no 1619, p. 1-55 (texte intégral).